# Belgisch-Oostenrijkse betrekkingen
De Belgisch-Oostenrijkse betrekkingen zijn de internationale betrekkingen tussen België en Oostenrijk. Oostenrijk heeft een ambassade en een consulaat in Brussel. België heeft een ambassade in Wenen en ereconsulaten in Graz, Innsbruck, Linz en Salzburg. Ook de Belgische consulaten in Bratislava en Ljubljana zijn afhankelijk van de Weense ambassade. Beide staten zijn lid van de Europese Unie.

## Geschiedenis
Een groot deel van de Belgische gebieden vormde in de 18e eeuw de Oostenrijkse Nederlanden. Ze vielen onder de Habsburgse monarchie, die ze liet regeren door een landvoogd in Brussel. Tijdens de Franse Revolutie werden de Oostenrijkse Nederlanden veroverd en ingelijfd bij Frankrijk.
Na de Belgische afscheiding van Nederland nam Oostenrijk-Hongarije tijd om de situatie te evalueren. Het duurde tot 1833 vooraleer het een vertegenwoordiger naar Brussel stuurde en dan ging het slechts om een zaakgelastigde. De dubbelmonarchie was een van de mogendheden op de Conferentie van Londen en ondertekende in 1839 mee het Verdrag van Londen, waarin het zich garant stelde voor de Belgische onafhankelijkheid en neutraliteit. In het najaar van 1839 stuurde Metternich dan een gevolmachtigd minister naar Brussel in de persoon van Moritz von Dietrichstein.
Tussen het Belgische koningshuis en het Habsburgse keizershuis werden huwelijksbanden gesmeed. De eerste Belgische aan het Habsburgse hof was prinses Louise van België, die in 1875 trouwde met Filips van Saksen-Coburg en Gotha. Hun huwelijk liep volledig spaak en Louise werd uit Wenen weggestuurd. Haar zus Stefanie van België was in 1881 gehuwd met kroonprins Rudolf van Oostenrijk, maar dit eindigde in het drama van Mayerling. Ook Louises zoon Leopold wachtte in 1915 een schokkend einde in een vitrioolaanval door zijn afgewezen maîtresse Camilla Rybicka.
Op 4 augustus 1914 viel Duitsland het neutrale België binnen. Hun Oostenrijkse bondgenoot verklaarde België op 28 augustus de oorlog, door een bericht dat ambassadeur Siegfried von Clary-Aldringen vanuit Den Haag overmaakte aan de Belgische minister van Buitenlandse Zaken. Oostenrijks-Hongaarse troepen kwamen mee de forten rond Antwerpen belegeren, dat op 9 oktober 1914 viel. In oktober 1918 werd het personeel van de Oostenrijks-Hongaarse ambassade bij het Keizerlijk Duits Algemeen Gouvernement België geëvacueerd. De Oostenrijks-Hongaarse belangen werden onder Spaanse bescherming geplaatst.
België onderschreef in 1919 het Verdrag van Saint-Germain-en-Laye, dat het uiteenvallen van Oostenrijk-Hongarije formaliseerde en de republiek Oostenrijk creëerde, naast andere opvolgerstaten. De Eerste Republiek Oostenrijk richtte alleen een honorair consulaat-generaal in Brussel en een consulaat in Antwerpen op, afhankelijk van de Oostenrijkse ambassade in Den Haag.
Door de Anschluss werd Oostenrijk in 1938 onderdeel van het Derde Rijk. Dat viel twee jaar later België binnen tijdens de Achttiendaagse Veldtocht. Het duurde vier jaar alvorens het land door de geallieerden van de nazi's werd bevrijd. De Raad van de Geallieerden, die de Tweede Oostenrijkse Republiek bestuurde, vestigde een ambassade in Brussel. De eerste ambassadeur, Lothar Wimmer, trad aan op 2 mei 1946. Hij overhandigde zijn geloofsbrieven aan de regent Karel van België op 17 april 1947. Spoedig daarna werden consulaten gevestigd in Antwerpen, Charleroi, Eupen, Gent, Luik en Oostende.